# Estats lliures i estats esclavistes

Animació que mostra la condició d'estat lliure o esclavista dels estats i territoris dels Estats Units entre 1789 i 1861.

En la història dels Estats Units, un estat lliure era un estat dels Estats Units en el qual l'esclavitud estava prohibida o que estava legalment eliminada, i un estat esclavista era aquell en el qual la seva pràctica era legal.
Al segle XVII l'esclavitud es va establir en una sèrie de possessions britàniques a l'estranger, i al segle xviii existia en totes les colònies britàniques d'Amèrica del Nord. En les Tretze Colònies, la distinció entre estats lliures i esclavistes va començar durant la Guerra de la Independència dels Estats Units (1775-1783). L'esclavitud es va convertir en una qüestió divisòria i va ser la principal causa de la Guerra Civil. La Tretzena esmena de la Constitució, ratificada el 1865, va abolir l'esclavitud als Estats Units i va finalitzar la distinció entre els Estats lliures i esclavistes.